# Mariano Llinás

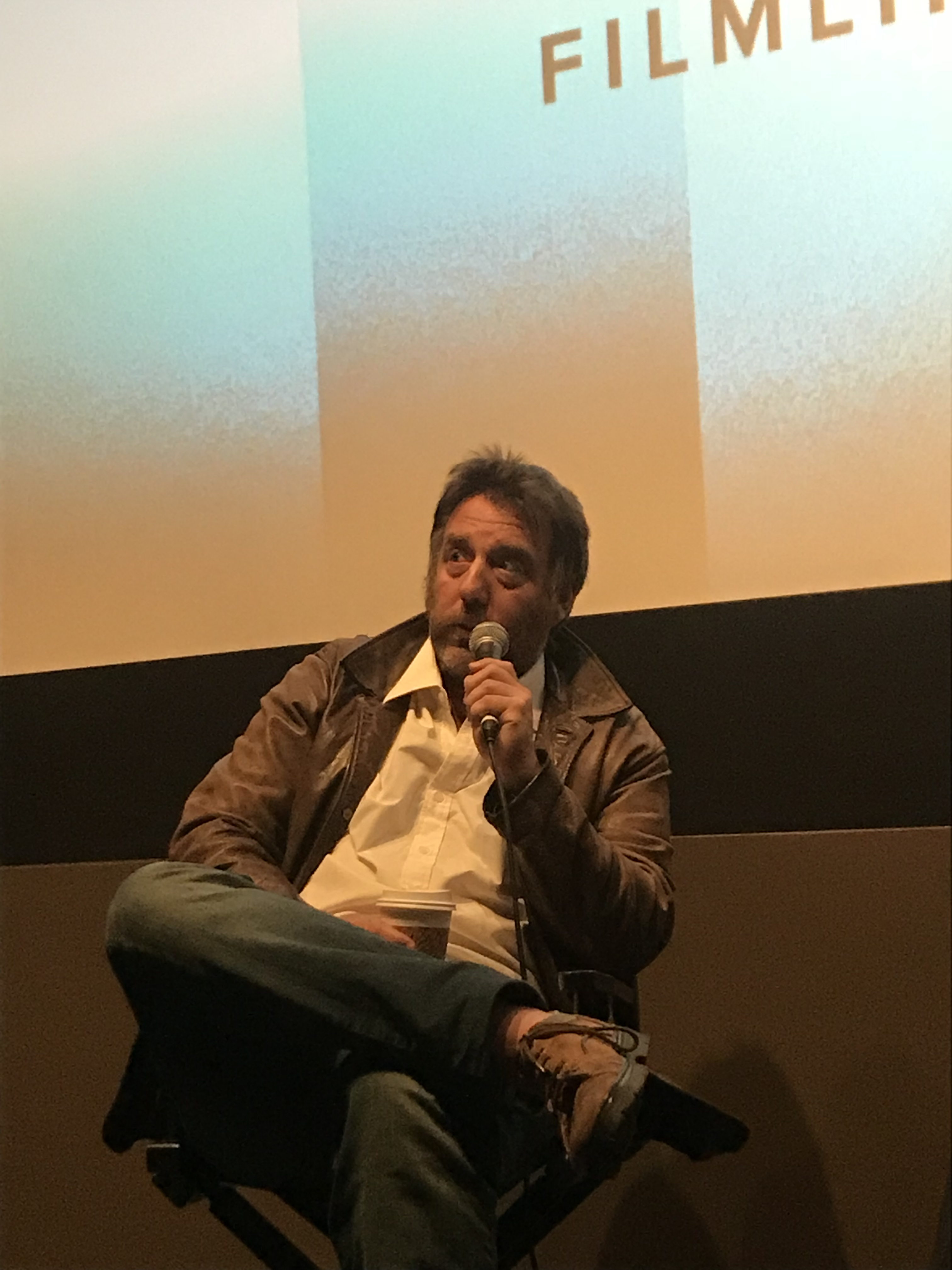
Mariano Llinás

Mariano Llinás, född 1975 i Buenos Aires, är en argentinsk filmskapare och skådespelare. Han utbildade sig vid filmskolan Universidad del cine i Buenos Aires. År 2002 var han med och grundade produktionsbolaget El Pampero Cine. Samma år kom hans egen regidebut, den ironiskt präglade dokumentärfilmen Balnearios. Hans stora kritiska genombrott var den fyra timmar långa Historias extraordinarias från 2008. Filmen har över 100 roller, massvis med sidohistorier och ett digert användande av berättarröster. Den fick flera festivalpriser och gav genklang både i Argentina och på den internationella filmscenen.
Llinás arbetar även som producent och som lärare vid Universidad del cine. Hans far Julio Llinás är poet och umgicks i kretsen kring Aldo Pellegrini, som på 1920-talet var den som introducerade surrealismen i Argentina.